# Clifford, marele câine roșu
Clifford, marele câine roșu (cu titlul original în engleză: Clifford the Big Red Dog) este titlul unei serii americane de cărți pentru copii, despre un câine pe nume Clifford. A fost publicată pentru prima dată în 1963, fiind scrisă de Norman Bridwell. Seria a ajutat Scholastic Books să devină o editură de cărți importantă. Clifford este mascota oficială a editurii Scholastic.
Clifford era un animal al străzii, și a fost ales de o fetiță pe nume Emily Elizabeth Howard să-i fie cadou pentru ziua de naștere. Nimeni nu se aștepta ca Clifford să crească, dar dragostea lui Emily Elizabeth pentru micuțul câine roșu l-a schimbat radical pe acesta. Nu după mult timp, avea peste 7,6 m înălțime, ceea ce a determinat familia Howard să părăsească orașul și să se mute într-un spațiu întins de pe insulele Birdwell.

## Listă de cărți
| Titlu                                                              | An   | Note                                              |
| ------------------------------------------------------------------ | ---- | ------------------------------------------------- |
| 1. Clifford, the Big Red Dog                                       | 1963 |                                                   |
| 2. Clifford Gets a Job                                             | 1965 |                                                   |
| 3. Clifford Takes a Trip                                           | 1966 |                                                   |
| 4. Clifford's Halloween                                            | 1966 |                                                   |
| 5. Clifford's Tricks                                               | 1969 |                                                   |
| 6. Clifford, the Small Red Puppy                                   | 1972 |                                                   |
| 7. Clifford's Riddles                                              | 1974 |                                                   |
| 8. Clifford's Good Deeds                                           | 1975 |                                                   |
| 9. Clifford at the Circus                                          | 1977 |                                                   |
| 10. Clifford Goes to Hollywood                                     | 1980 | Reeditat în 2010 sub titlul: Clifford is a Star   |
| 11. Clifford's ABC                                                 | 1983 |                                                   |
| 12. Clifford's Christmas                                           | 1984 |                                                   |
| 13. Clifford's Family                                              | 1984 |                                                   |
| 14. Clifford's Kitten                                              | 1984 |                                                   |
| 15. Clifford and the Grouchy Neighbors                             | 1985 |                                                   |
| 16. Clifford's Pals                                                | 1985 | Reeditat în 2010 sub titlul: Clifford's Best Pals |
| 17. Clifford's Manners                                             | 1987 |                                                   |
| 18. Count on Clifford                                              | 1987 |                                                   |
| 19. Clifford's Birthday Party                                      | 1988 |                                                   |
| 20. Clifford's Puppy Days                                          | 1989 |                                                   |
| 21. Where is Clifford?                                             | 1989 |                                                   |
| 22. Clifford's Happy Days: A Pop-Up Book                           | 1990 | Carte pop-up                                      |
| 23. Clifford's Word Book                                           | 1990 |                                                   |
| 24. Clifford, We Love You                                          | 1991 |                                                   |
| 25. Clifford's Animal Sounds                                       | 1991 |                                                   |
| 26. Clifford's Bathtime                                            | 1991 |                                                   |
| 27. Clifford's Bedtime                                             | 1991 |                                                   |
| 28. Clifford's Peekaboo                                            | 1991 |                                                   |
| 29. Clifford Counts Bubbles                                        | 1992 |                                                   |
| 30. Clifford Follows His Nose                                      | 1992 |                                                   |
| 31. Clifford's Happy Easter                                        | 1992 |                                                   |
| 32. Clifford's Noisy Day                                           | 1992 |                                                   |
| 33. Clifford's Thanksgiving Visit                                  | 1993 |                                                   |
| 34. Clifford, I Love You                                           | 1994 | Carte pop-up                                      |
| 35. Clifford the Firehouse Dog                                     | 1994 |                                                   |
| 36. Clifford's First Christmas                                     | 1994 |                                                   |
| 37. Clifford and the Big Storm                                     | 1995 |                                                   |
| 38. Clifford's First Easter                                        | 1995 |                                                   |
| 39. Clifford's First Halloween                                     | 1995 |                                                   |
| 40. Clifford's Sports Day                                          | 1996 |                                                   |
| 41. Clifford's First Autumn                                        | 1997 |                                                   |
| 42. Clifford's Spring Clean-Up                                     | 1997 |                                                   |
| 43. Clifford's First Valentine's Day                               | 1997 |                                                   |
| 44. Clifford's Peek-And-Seek Animal Riddles                        | 1997 |                                                   |
| 45. Clifford and the Big Parade                                    | 1998 |                                                   |
| 46. Clifford Keeps Cool                                            | 1998 |                                                   |
| 47. Clifford Counts 1 2 3                                          | 1998 |                                                   |
| 48. Clifford Makes a Friend                                        | 1998 |                                                   |
| 49. Clifford: Where is the Big Red Doggie?                         | 1998 |                                                   |
| 50. Clifford's First Snow Day                                      | 1998 |                                                   |
| 51. Oops, Clifford!                                                | 1998 |                                                   |
| 52. Clifford and the Halloween Parade                              | 1999 |                                                   |
| 53. Clifford Grows Up                                              | 1999 |                                                   |
| 54. Clifford's Best Friend: A Story about Emily Elizabeth          | 1999 |                                                   |
| 55. Clifford's Big Book of Things to Know                          | 1999 |                                                   |
| 56. Clifford's First School Day                                    | 1999 |                                                   |
| 57. Clifford Barks!                                                | 2000 |                                                   |
| 58. Clifford to the Rescue                                         | 2000 |                                                   |
| 59. Clifford Visits the Hospital                                   | 2000 |                                                   |
| 60. Clifford's Opposites                                           | 2000 |                                                   |
| 61. Clifford's Schoolhouse                                         | 2000 |                                                   |
| 62. Clifford's Big Red Reader                                      | 2001 |                                                   |
| 63. Clifford's Furry Friends                                       | 2001 |                                                   |
| 64. Clifford's Happy Mother's Day                                  | 2001 |                                                   |
| 65. Clifford's Puppy Fun: A Lift-The-Flap Board Book With Stickers | 2001 |                                                   |
| 66. Clifford's Valentines                                          | 2001 |                                                   |
| 67. Clifford Runs to Story Time                                    | 2001 |                                                   |
| 68. Clifford's Busy Week                                           | 2002 |                                                   |
| 69. Clifford Goes to Dog School                                    | 2002 |                                                   |
| 70. Clifford's Neighborhood: Lots to Learn All Around Town         | 2002 |                                                   |
| 71. Clifford Loves Me!                                             | 2003 |                                                   |
| 72. Clifford's Class Trip                                          | 2003 |                                                   |
| 73. Clifford's Day with Dad                                        | 2003 |                                                   |
| 74. Clifford's First Sleepover                                     | 2004 |                                                   |
| 75. Clifford Goes to Washington                                    | 2005 |                                                   |
| 76. Clifford's Puppy Days: Christmas Angel                         | 2005 |                                                   |
| 77. Clifford the Champion                                          | 2009 |                                                   |
| 78. Clifford Makes the Team                                        | 2011 |                                                   |
| 79. Clifford Goes to Kindergarten                                  | 2015 | Publicată postum                                  |
| 80. Clifford Celebrates Hanukkah                                   | 2015 | Publicată postum                                  |

## Adaptări
În anul 1988, Nelvana, Wang Film Productions și Family Home Entertainment au lansat „Clifford's Fun With...”, o serie de casete video cu muzica pentru generic compusă de Phillip Namanworth și Benjamin Goldstein. Brent Titcomb a fost vocea lui Clifford, însă aceasta era aproape similară cu cea a lui Goofy. Lorimar Productions au lansat videoclipul „Cliford's Song Along Adventure” aproximativ în aceeași perioadă. Warner Home Video l-a lansat la mijlocul anilor 1990.

### Televiziune
Scholastic Studios a produs o adaptare de televiziune difuzată pe PBS Kids, între anii 2000 și 2003, iar o alta a fost produsă de Amazon Prime Video în anii 2019, numită Clifford, marele câine roșu (2019 (serial). 